# Ееро Аарніо
Ееро Аарніо (фін. Eero Aarnio; 21 липня 1932, Гельсінки, Фінляндія) — фінський дизайнер, став відомим у 1960-х завдяки дизайну меблів з пластику і склотекстоліту.

## Біографія
У 1957 році закінчив Інститут прикладного мистецтва в Гельсінки. У 1962 році відкрив власне дизайнерське бюро. З початку 1960-х років експериментував з матеріалами, став одним з перших, хто виготовляв меблі з пластику і комбінації цього матеріалу зі склом чи металом. Серед найвідоміших робіт: пластикове крісло-куля на тонкій ніжці (англ. Ball Chair, 1963), підвісне крісло-бульбашка (англ. Bubble Chair, 1968) і крісло Pastilii (1968).
У 2010 році отримав медаль Pro Finlandia — найвищу державну нагороду Фінляндії для діячів мистецтв.

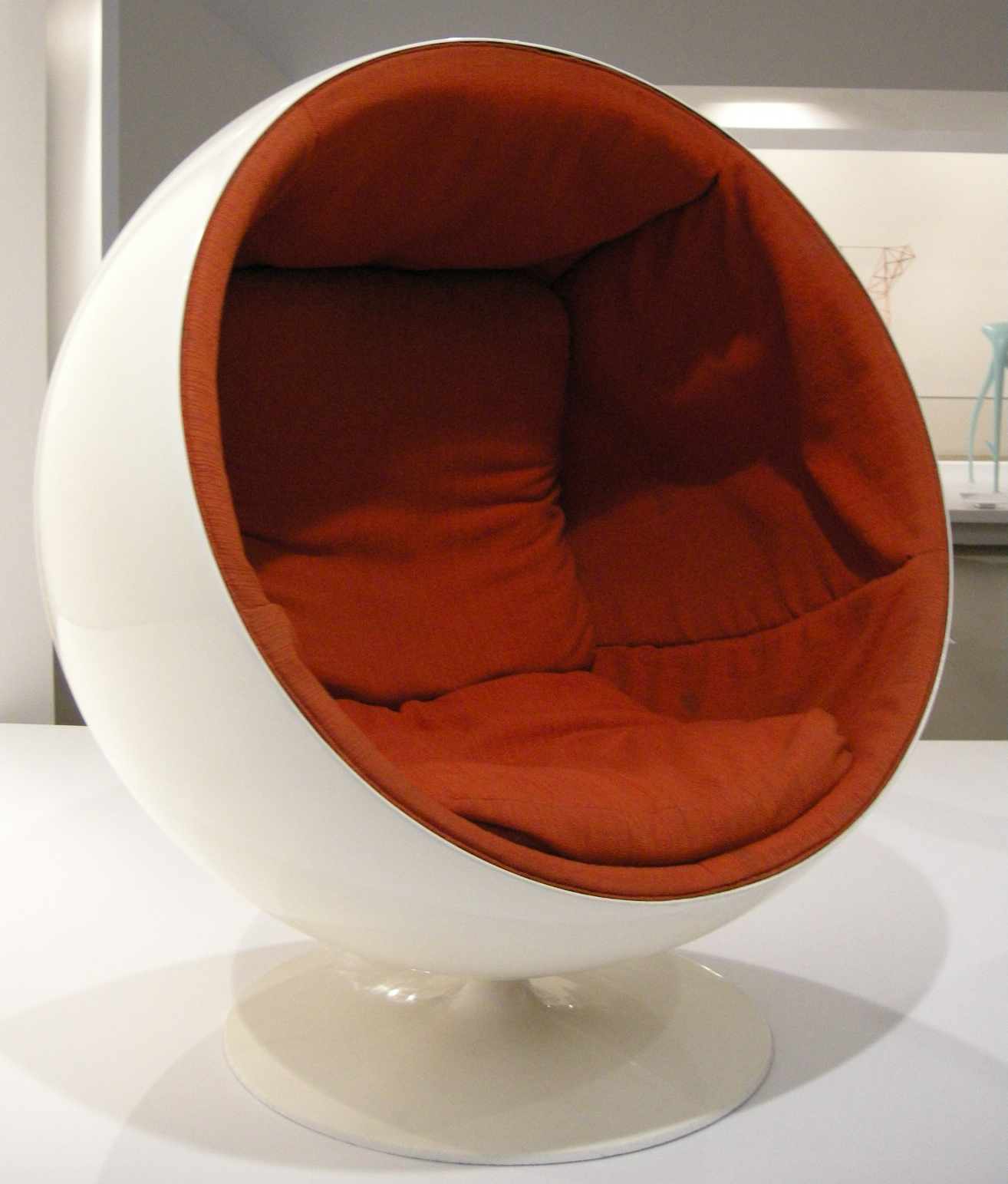
Крісло-куля
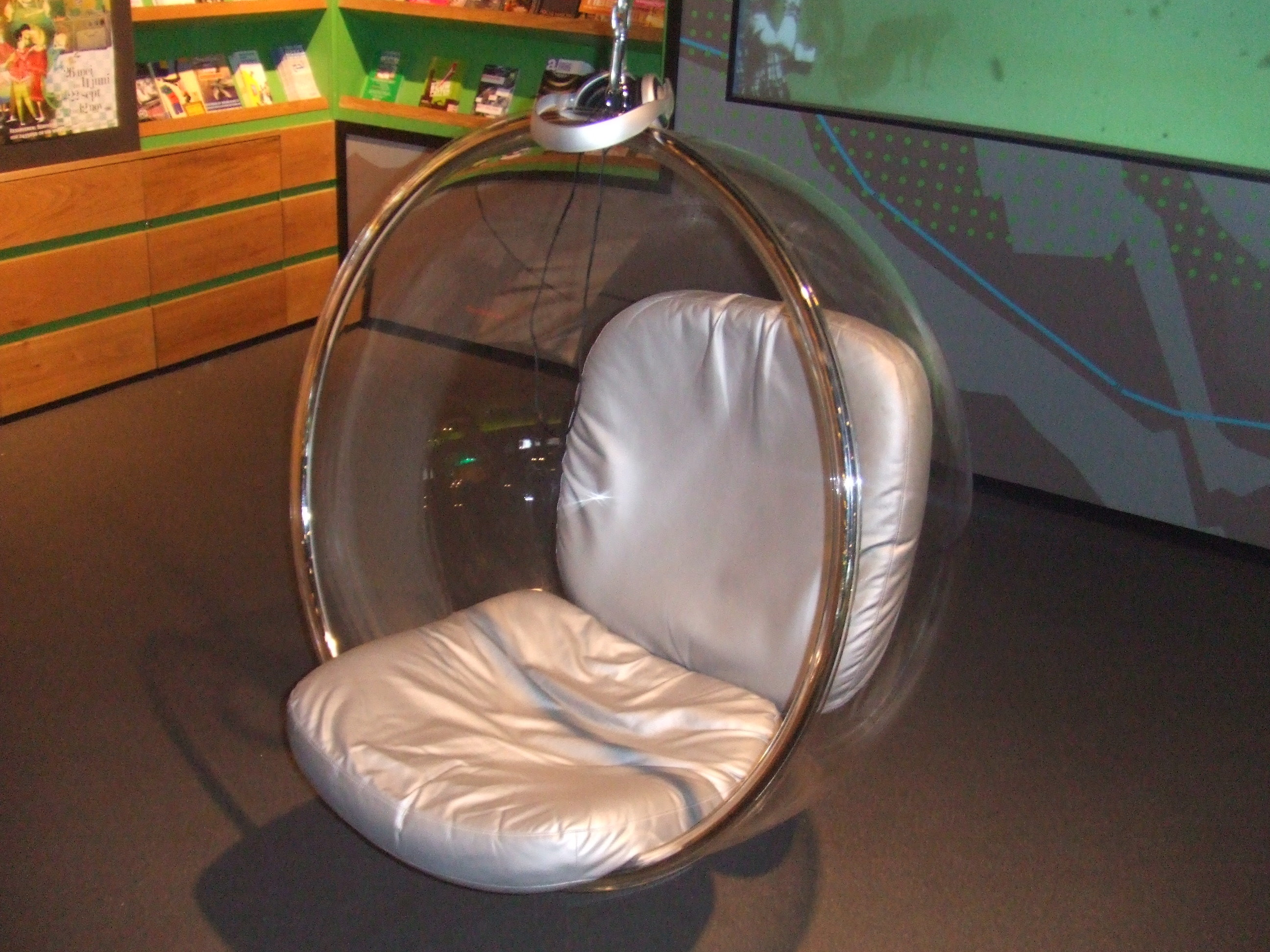
Крісло-бульбашка
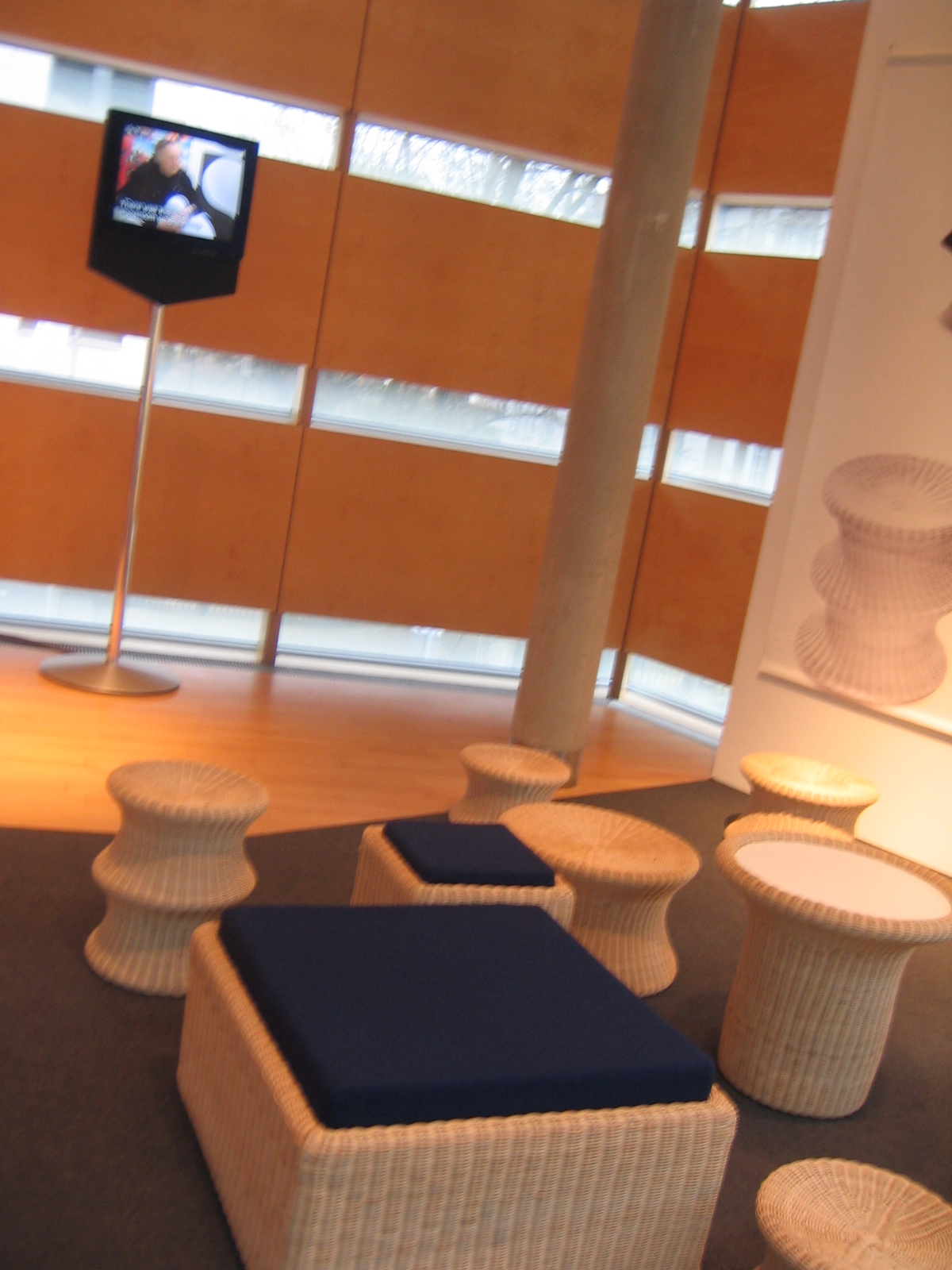
Стільці-гриби